# Gyergyóalfalvi Helikon Fúvószenekar
A Gyergyóalfalvi Helikon Fúvószenekar 25 tagból álló rézfúvós zenekar.

## Története
Gyergyóalfaluban a múlt század végén, tanítókból és más értelmiségekből, az Olvasókör keretében alakult énekkar hosszú időn át sikeresen működött. 1929-ben, az Erdélyi Római Katolikus Népszövetség keretében „dalárda” alakult Szakács Antal tanár vezetésével. A székhelye a „dalkör” nevű épület volt, amely a már említett, a múlt században működő dalárdának volt a székhelye, ahol az összejöveteleket és próbákat tartották. Az épület tulajdonosa az Önkéntes Tűzoltó Egylet volt. A század elején működő „tánctanyák”-on a zenét citera, cimbalom, hegedű vagy klarinét szolgáltatta. Rendszerint egy, de több hangszerrel muzsikáltak s erre ropták rendszeresen a helyi „Gábor Ignácé” táncot. Ilyen tánctanya 8-10 is működött a falu különböző részein, nyáron rendszerint csűrökben, télen tágasabb helyiségekben. Az 1920-as évek elején amatőr muzsikusokból kamarazenekar alakult Csergőffy J. vezetésével. Teadélutánokon, ifjúsági összejöveteleken, s elég gyakran a templomban is muzsikáltak. A kaszinó állandó muzsikusai voltak. Tagjai tanítók, tanárok, orvos, tisztviselők és kereskedők voltak.
Ilyen zenei élet közepette, érlelődött a gondolat, elsősorban a Tűzoltó testület körében, egy fúvószenekar megszervezésére. A szakember is megvolt, Szakács Antal tanár személyében, de őt 1933-ban elhelyezték. A véletlen úgy hozta, hogy Domokos Pál Péter lett Alfaluban a kántor-tanító, aki szintén híve volt a fúvószenekar megalakításának, annál is inkább, mivel a szomszédos községekben nagy múltú fúvószenekarok működtek. Az anyagi forrás a politikai községtől, a közbirtokosságtól származott, de a Tűzoltó Egylet is jelentős pénzeszközökkel rendelkezett. Magánszemélyek is jelentős pénzeszközökkel járultak a megvalósításához és hozzáláttak a hangszerek beszerzéséhez. A fúvószenekar megalakítását 1934. június 16-i közgyűlésen határozták el.
A hangszerek beszerzésére a brassói, nagyszebeni és kolozsvári hangszerkereskedőktől kértek árajánlatot. A brassói volt a legkedvezőbb ajánlat, 22 darabból álló hangszerkészletet ajánlottak elfogadható áron. A Tűzoltó Egylet vezetősége úgy határozott, hogy a zenekar betanítására egy szakképzett karnagyot alkalmaznak. Szász Ferenc marosvásárhelyi nyugalmazott zenetanárral kötöttek szerződést a következő feltételekkel: Egy év alatt kiképezni a zenekari tagokat. Egy alkalmas egyént kiképezni karmesternek (Győrffy Bálint). Havi 2000 lej javadalmazást és lakást biztosítottak. Karnagyi fizetésre már alig maradt pénz, Fülöp Sándor főparancsnok felkérte úgy a tisztikart, mint a legénysegédet, hogy… „ki-ki ezen nemes cél megvalósításához járuljon hozzá, mégpedig olyan formán, hogy mindenki, a testület pénztárába fizessen be 100 lejt, mely összeggel a zenekar kiképzését fogjuk megkönnyíteni…„
Szász Ferenc tanár úr munkáját a hangjegyismerettel kezdte. A „dalkör” sokszor éjfélig is hangos volt a fúvóshangszerek hangjától. Az igazi megmérettetés Újfaluban, a fúvószenekarok hangversenyén történt. Az alfalviak nagy sikert arattak. Repertoárjukon indulók, műdal feldolgozások, operett betétek, egyházi énekek stb. szerepeltek. Szász Ferenc még egy fél évet dolgozott a zenekarral, de további munkát a zenekarral nem vállalt. Igaz, hogy még 1937-ben visszahívták egy hónapra, hogy a Csomafalván rendezendő hangversenyre készítse fel a zenekart. Az alapító tagok közül sikerült 18 személyt azonosítanunk. A zenekari tagok kötelesek voltak a pénztárba 300 lejt befizetni, jelképes fedezetképpen, mivel a hangszereket haza is vihették, hogy otthon is gyakorolhassanak. Az első nyilvános fellépés után a hagyományos szilveszteri tűzoltóbálon a zenét a fúvószenekar szolgáltatta. Egyházi ünnepeken, kikerüléseken, feltámadásokon, Úrnapján, 1940-44 között nemzeti ünnepeken a zenekar muzsikával emelte az ünnepség fényét.
Az 1942-ben a Levente Szervezet Országos Központjától a helyi leventeszervezet fúvós hangszereket kapott egy önálló zenekar felállítására. A zenekar megalakult, azonban megfelelő szakoktató hiányában, valamint azért is, mert a zenekarnak a tagjai majdnem mind katonai szolgálatra vonultak be, eredményről nem beszélhetünk.
Az 1944 őszi menekülés alkalmával a hangszerek nagy része elveszett. A két hangszer készletből mindössze 15 hangszert sikerült összegyűjteni s a következő időszakban ezekkel működött tovább a zenekar. Új tagokkal is bővült, mivel az alapító tagok közül sokan a fogságból hazatérve már nem vállalkoztak a zenélésre. A háború után is a zenekart Győrffy Bálint dirigálta. Jó zenei képességekkel rendelkezett, különösebb zenei képzettség nélkül. Ebben az időben, 1949-ig Csergő Lajos kántor-tanító segített újabb zenedarabok betanításánál.
A második világháború után a zenekar támogató nélkül maradt. Az anyaegyesület állami irányítás és ellenőrzés alá került, pénzeszközökkel nem rendelkezett. Megszűnt a közbirtokosság is, amely a múltban igen jelentős támogatásban részesítette a fúvószenekart. Magántámogatók sem voltak. 1975-ig már a hangszerek is elhasználódtak, karbantartó javításokat sem kaptak s ekkor úgy látszott, hogy felbomlik a zenekar. 1979-ben Bellai Antal vezetésével, 12 taggal újraszerveződött a zenekar. 1982-ben György Dénes, aki zenei képesítéssel is rendelkezik, bekapcsolódott a zenekar vezetésébe, majd 1987 után egyedül vezette a zenekart egészen 1998 őszéig. Az utóbbi években rendszeresen részt vettek a környékbeli fúvószenekarok évfordulós ünnepségein. 1986-ban Szárhegyen, 1994-ben a remetei fúvószenekar 60 éves fennállásának ünnepségein, 1998-ban Újfaluban szintén évfordulós ünnepségeken. 1998-ban nemzetközi megmérettetésre is alkalom adódott. A magyarországi Mór város vendégeként egy Nemzetközi Fesztiválhangversenyen, finn, osztrák, lengyel, holland, német és a móri fúvószenekarok társaságában képviselte a községet. Az utóbbi években Kocsis Mihály nyugalmazott ezredes Budapestről 40 db egyenruhát ajándékozott a zenekarnak. Az 1998-as évben a község önkormányzata, a móri sikeres szereplés után elismerésképpen, a zenekar minden tagjának díszegyenruhát vásárolt mintegy 20 millió lej értékben.
2000-től Ilyés József karnagy vezetésével megfiatalodott 23 tagból álló zenekart vezetett.